# Daniel Dąbrowski
Daniel Dąbrowski, född den 23 september 1983 i Łódź, är en polsk friidrottare som tävlar i kortdistanslöpning.
Dąbrowski deltog vid inomhus-VM 2006 i Moskva där han blev utslagen i semifinalen på 400 meter. Tillsammans med Marcin Marciniszyn, Rafał Wieruszewski och Piotr Klimcza blev han silvermedaljör på 4 x 400 meter efter USA. 
Han deltog även vid EM i Göteborg där han slutade fyra på 400 meter på tiden 45,56. Även här ingick han tillsammans med Klimcza, Wieruszewski och Piotr Rysiukiewicz i stafettlaget på 4 x 400 meter som slutade på en tredje plats efter Frankrike och Storbritannien. 
Vid VM 2007 blev Dąbrowski utslagen redan i försöken på 400 meter men återigen blev det en medalj i stafett, denna gång en bronsmedalj tillsammans med Marek Plawgo, Marciniszyn och Kacper Kozłowski.
Vid Olympiska sommarspelen 2008 blev han åter utslagen redan i kvalet på 400 meter. 